# Solipsismo
Solipsismo (do latim "solu-, «só» +ipse, «mesmo» +ismo") é a concepção filosófica de que, além de nós, só existem as nossas experiências. O solipsismo é a consequência extrema de se acreditar que o conhecimento deve estar fundado em estados de experiência interiores e pessoais, não se conseguindo estabelecer uma relação direta entre esses estados e o conhecimento objetivo de algo para além deles. O "solipsismo do momento presente" estende este ceticismo aos nossos próprios estados passados, de tal modo que tudo o que resta é o eu presente.
A neoescolástica define o solipsismo como uma forma de idealismo, que incorreria no egoísmo pragmático, que insurge pós proposição cartesiana "cogito, ergo sum"; solipsismo é atribuída por Max Stirner como uma reação contra Hegel e sua acentuação do universal; o solipsismo somente tem por certo, inconteste, o ato de pensar e o próprio eu. Assim, tudo o mais pode ser contestado ou posto em dúvida.
O solipsismo designa uma doutrina filosófica que reduz toda a realidade ao sujeito pensante; doutrina segundo a qual só existem efetivamente o eu e suas sensações, sendo os outros entes (seres humanos e objetos), como participante da única mente pensante, meras impressões sem existência própria (embora frequentemente considerada uma possibilidade intelectual); doutrina segundo a qual a única realidade no mundo é o eu; designação comum a religiosos de certas ordens que se isolam do mundo; vida ou conjunto de hábitos de um indivíduo solitário; vida ou costume de quem vive na solidão; monge que vive na solidão, anacoreta, eremita, ermitão, celibatário, solipso. O solipsismo reveste muitos matizes através da história da filosofia, mas podemos resumi-los em três tendências fundamentais: 

## Solipsismognosiológico
Sob o ponto de vista gnosiológico, uma vez que o conhecimento tem como centro a consciência do sujeito, surge a questão de saber como se pode conhecer outras realidades que não são a própria consciência. Neste sentido, o sujeito fecha-se sobre si mesmo e ignora, teoricamente, tudo o mais, embora a prática desminta esta posição teórica nas relações com a natureza e com os outros. O solipsismo gnosiológico não encontra justificação para a afirmação do objeto existente fora da consciência. O imanentismo e o idealismo estariam nesta linha.

## Solipsismo metafísico
É a tendência a afirmar como ser único, o ser do sujeito. Só que assim ainda poderia se distinguir entre o homem como sujeito e um sujeito absoluto ou transcendente. Embora certas posições a gnosiológicas imanentista dificultem a justificação da realidade exterior à consciência humana, parece que nenhum filósofo terá defendido um solipsismo tão radical do próprio Eu. Resta o idealismo, que põe como única realidade o Eu Absoluto; mas ainda aqui esta posição é muito diferenciada em todas as formas monismo (origem única para todos os seres) idealista.

## Solipsismo moral
Também a que Kant chama egoísmo e é tal cujo fundamento lhe contrapõe a Boa Vontade, situa no sujeito a fonte de todas as normas morais, de tal modo que as apetências (desejo, apetite) do sujeito não aceitem outras normas fora dele mesmo. É mais uma tendência prática que uma teoria, pois não encontra princípios sobre que se apoie sem contradição. Na base do solipsismo está o empirismo radical e o idealismo extremo. A doutrina da intencionalidade, com seus pressupostos ontológicos, sobre o caminho para uma solução clara do problema; o dado inicial não é só a consciência, é a consciência de alguma coisa; o homem é essencialmente ser no mundo e como tal e dado com mundo e no mundo. Estar no mundo já encontra aí seu sujeito, diz Heiddegar, consequentemente levando o sujeito a ser objeto. De fato, corre o risco de todos os seres serem inanimados para cada um, do ponto de vista das conjecturas aonde cada entendimento represente o estado de "solução" dos seres, a questão do intelecto (intelectus) tão discutida pela Escolástica deslizou o entendimento humano as potencialidades da vida questionada. Mas seria muito supor que as verdades absolutas estão em xeque, uma vez que a cognição rejeita radicalmente qualquer duvida como heresias indubitáveis de explicação. O fanatismo é uma solução, a iconoclastia também. Heiddegar pensou que Nietzsche estava certo quando disse que cada perspectiva insere no bojo das noções de mundo das ideias.  
O Panpotencionismo cristão levou também a ideia de um Cosmos aonde as conjecturas seriam lavradas na cruz e tornou-se em realidade uma antítese que leva o demérito de ostraciar o pensamento humano à cruz. A noção masdeísta das virtudes não poderia ter encontrado outro bode. Virgílio a quem o mérito de ter conduzido Dante a porta dos céus era radicado em Grego neo-clássico, Cicílio acreditou um dia que a democracia levaria os homens a questionarem todas as verdades que o panteão humano um dia superaria. Quando se educa um homem, o torna seu escravo, pois é a educação que leva-os a cogitar-lhe, quem dá entendimento a uma criança terá recompensa no futuro, assim também como responsabilidade. Dentro da doutrina antiga existe a crença no versículo, ensinai seu filho nos caminhos que deve andar e ainda que envelheça, permanecerá nele. É bastante claro que o Solipsismo representa um degrau cartesiano, e que mais sensato que subir em direção ao desconhecido é saber aonde pisa, portanto; Conheça-te a ti mesmo, diz Sócrates no relato de Hipias a Herastofontes. Para ele, ninguém erra por vontade própria. O Voluntarismo Pessimista já estava em vigor muito antes dos grandes expoentes alemães, porém de forma involuntária e revestida de tradicionalismo, que levou a igreja a tomá-los por Pagãos, ao perceberem o quão irrevestível de hermanêutica teriam de malograrem em nome da fé. Também ocultaram os textos que refutavam a doutrina da irrevogabilidade bíblica, assassinaram o entendimento dos grandes gênios em nome da fé.

## Tópicos relacionados
- Idealismo Subjetivo (texto em inglês)